# Augšperský potok (přírodní památka)
Augšperský potok je přírodní památka nacházející se v katastru městské části Brno-Žebětín v místní lokalitě Šípské louky, zaujímá plochu necelých dvou hektarů. Důvodem ochrany je údolí s meandrujícím (bezejmenným) potokem sloužícím jako útočiště obojživelníků a ohrožených druhů ptactva. Potok vytéká z tunelu pod Masarykovým okruhem a poté, co proteče přírodní památkou, se stává levostranným přítokem vodního toku s názvem Augšperský potok. Podél přírodní památky prochází žlutá turistická trasa.

## Geologie
Podloží tvoří biotitický granodiorit brněnského masivu typu Tetčice, světlé barvy, středně až hrubě zrnitý s vyrostlicemi draselných živců a migmatitizované biotitické pararuly. V nivě jsou svahové a fluviální usazeniny, nad nimi gleje a fluvizem.

## Flóra

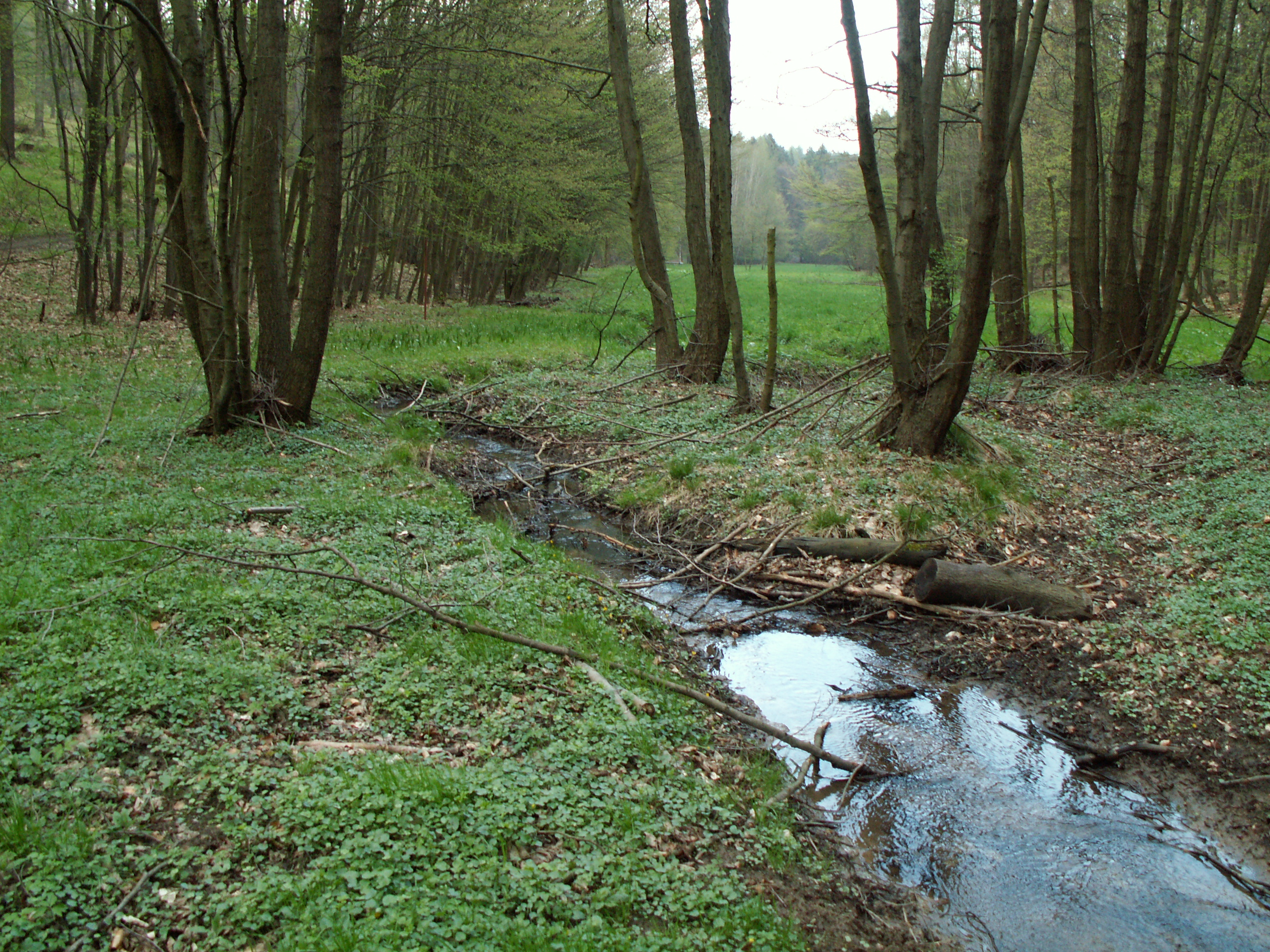
Potok vytékající z lesa v přírodní památce Augšperský potok

Z dřevin jsou na březích potoka zastoupeny olše lepkavá (Alnus glutinosa), olše šedá (Alnus incana), topol osika (Populus tremula) a vrby (Salix sp.). Rostlinstvo na podmáčených a vlhkých loukách zastupuje blatouch bahenní (Caltha palustris), bradáček vejčitý (Listera ovata), kakost luční (Geranium pratense), kostřava luční (Poa pratensis), kuklík potoční (Geum rivale), lipnice luční (Poa pratensis), lýkovec jedovatý (Daphne mezereum), popenec obecný (Glechoma hederacea), chráněný prstnatec májový (Dactylorhiza majalis) – jediný početnější výskyt této orchideje na území města Brna, pryskyřník plazivý (Ranunculus repens), tužebník jilmový pravý (Filipendula ulmaria subsp. ulmaria), vrbina obecná (Lysimachia vulgaris) a další.

## Fauna
V kalužích byl nalezen strunovec vodní (Gordius aquaticus), z hmyzu jsou zastoupeny běžné lesní druhy, na vrbách nesytka žlutobřichá (Synanthedon flaviventris). Z obojživelníků se zde rozmnožují skokan hnědý (Rana temporaria) a skokan štíhlý (Rana dalmatina).